# Janusz Rosół
Janusz Rosół (ur. 26 listopada 1936 w Pionkach pod Radomiem, zm. 15 czerwca 2010 w Łodzi) – polski operator dźwięku, przez całe życie zawodowe związany z Wytwórnią Filmów Fabularnych w Łodzi.
Laureat Nagrody za dźwięk do filmu Niezwykła Podróż Baltazara Kobera na Festiwalu Polskich Filmów Fabularnych w Gdyni w 1988 oraz nominowany do Polskiej Nagrody Filmowej, Orzeł 2001 za dźwięk w filmie Syzyfowe prace.

## Filmografia
jako operator dźwięku:

- Wakacje z duchami (1970) – serial
- Podróż za jeden uśmiech (1971) – serial
- Podróż za jeden uśmiech (1972)
- Sanatorium pod Klepsydrą (1973)
- Mazepa (1975)
- Lalka (1978) – serial
- Rodzina Połanieckich (1978) – serial
- Kariera Nikodema Dyzmy (1980) – serial
- Matka Królów (1982)
- Thais (1983)
- Mokry szmal (1985)
- Nad Niemnem (1987)
- Nad Niemnem (1986) – serial
- Magnat (1986)
- Biała wizytówka (1986) – serial
- Między ustami a brzegiem pucharu (1987)
- Niezwykła podróż Baltazara Kobera (1988)
- Bal na dworcu w Koluszkach (1989)
- Korczak (1990)
- Dwa księżyce (1993)
- Horror w Wesołych Bagniskach (1995)
- Księga wielkich życzeń (1997)
- Syzyfowe prace (2000)
- Bajland (2000)
- Kariera Nikosia Dyzmy (2002)